# 2488 Bryan
A 2488 Bryan (ideiglenes jelöléssel 1952 UT) a Naprendszer kisbolygóövében található aszteroida. Az Indianai Egyetem fedezte fel 1952. október 23-án.